# The Sims 3: Destination Världen
The Sims 3: Destination Världen är det första expansionspaketet till datorspelet The Sims 3.
I Destination Världen får spelarens simmar möjligheten att besöka platser i länderna Frankrike, Kina och Egypten. Väl där kan de träffa andra simmar av olika nationaliteter, gå på skattjakt och få olika uppdrag. I Kina kan spelarens Sim träna kampsport, i Egypten utforskar man pyramidernas katakomber och i Frankrike odlar man vindruvor som man kan förvandla till nektar (expansionens motsvarighet till vin). Färdigheten fotografering är ett nytt tillägg i spelet.